# Hexaptilona hexacinioides
Hexaptilona hexacinioides är en tvåvingeart som först beskrevs av Erich Martin Hering 1938. Hexaptilona hexacinioides ingår i släktet Hexaptilona och familjen borrflugor.
Artens utbredningsområde är Myanmar. Inga underarter finns listade i Catalogue of Life.